# 雍歯
雍 歯（よう し、? - 紀元前192年）は、秦末から前漢にかけての武将。沛の人。君主が恨みにより偏らずに恩賞を与えることの代名詞となった。

## 略歴
元々は沛の豪族で有力者であり、王陵とは仲が良く劉邦とは仲が悪かった。
秦の二世皇帝元年（紀元前209年）、劉邦が秦に対し蜂起し沛公となると、雍歯も彼に従った。翌年、劉邦は郷里の豊を雍歯に任せたが、陳勝が魏に派遣させた周巿が豊に向かうと、雍歯に対して「豊はもとは魏が移住した場所であり、魏は既に数十の城を平定している。今ここで魏に降伏すればお前を侯にして豊を守らせるが、降伏しなければ豊を攻め滅ぼしてやろう」と勧告した。もとより劉邦に属するのを望んでいなかった雍歯は周巿に降伏した。それを知った劉邦は激怒して豊を攻めたが、取り返すことができなかった。劉邦は自分に背いた雍歯と豊の人間を恨んだ。やがて秦嘉によって擁立された景駒（楚の旧公族系）の援助を得て、勢力を拡大させた劉邦は念願の豊を攻め落としたが、雍歯は脱出した。
その後、趙の武臣・陳余に属して、その趙が最終的に劉邦が派遣した韓信に平定されたため、雍歯も劉邦に再び属するようになり、功績を挙げた。高祖6年（紀元前201年）、漢の高祖となった劉邦は功臣に恩賞として功績に応じて列侯の位を与えようとしていた。しかし特に大きな功績のあった20人あまりを列侯にした後は、日夜お互いに功績の大きさを争うばかりで決着を見ず、なかなか封侯できないでいた。そんな折、劉邦は諸将があちこちで密談をしているのを目撃し、列侯が与えられない不満や、自分が恨みを買っているために殺されるのではないかという恐れから諸将の間に反乱を企む者もいると張良から知らされた。劉邦が対策を相談すると張良は「功績ある武将の中で陛下が一番憎んでおり、それが広く知られている者は誰ですか」と問うた。劉邦は「雍歯だ。昔、裏切られた恨みから殺したいほどに奴は憎いが、功績を挙げているので我慢している」と答えた。張良は「まず雍歯を列侯に封じれば他の者も安心するでしょう」と述べた。劉邦はすぐに雍歯を現在の四川省什邡市にある什方侯（2,500戸）に封じた。諸将はそれを見て「雍歯でさえ封侯されるなら、我々は心配ない」と喜び不穏な状況はみられなくなった。
また、高祖12年（紀元前195年）、劉邦はゆかりの地沛に逗留した際に沛の徭役を恒久的に免除した。沛の人間は「沛は幸いにして免除を受けましたが、豊がまだでございます」と言った。劉邦は「豊は私が成長した地だから忘れるはずがない。しかし、雍歯に与して私に背き魏についたために免除していないのだ」と言った。沛の人間が強く願ったため、劉邦は豊も免除してやった。
雍歯は恵帝3年（紀元前192年）に死去し、粛侯と諡された。子の荒侯雍巨、孫の終侯雍桓と相続された。しかし、紀元前112年に雍桓の子は酎金を怠った罪で、爵位を没収された。

## 末裔
三国時代、蜀漢の皇帝劉備死後、益州南部で反乱を起こした雍闓は雍歯の末裔と記されている。